# Tal Flicker
Tal Flicker (Hebreeuws: טל פליקר, Herzliya, 28 mei 1992) is een Israëlisch judoka. Op de wereldkampioenschappen judo 2017 haalde hij in de gewichtsklasse tot 66 kg de bronzen medaille. Daarnaast won hij de 2017 Grand Slam in Bakoe, de 2017 Grand Prix in Cancun en de 2017 Grand Slam in Abu Dhabi. In augustus 2017 was hij de eerste in de wereldranglijst voor judoka's tot 66 kg. Bij de wedstrijd in Abu Dhabi mocht Flicker niet onder de Israëlische vlag deelnemen en werd het volkslied niet gespeeld. De Verenigde Arabische Emiraten hadden destijds geen diplomatieke banden met Israël.

## Erelijst

### Wereldkampioenschappen
- 2017 Boedapest, Hongarije (–66 kg)
- 2022 Tasjkent, Oezbekistan (gemengd team)